# 毕庶澄

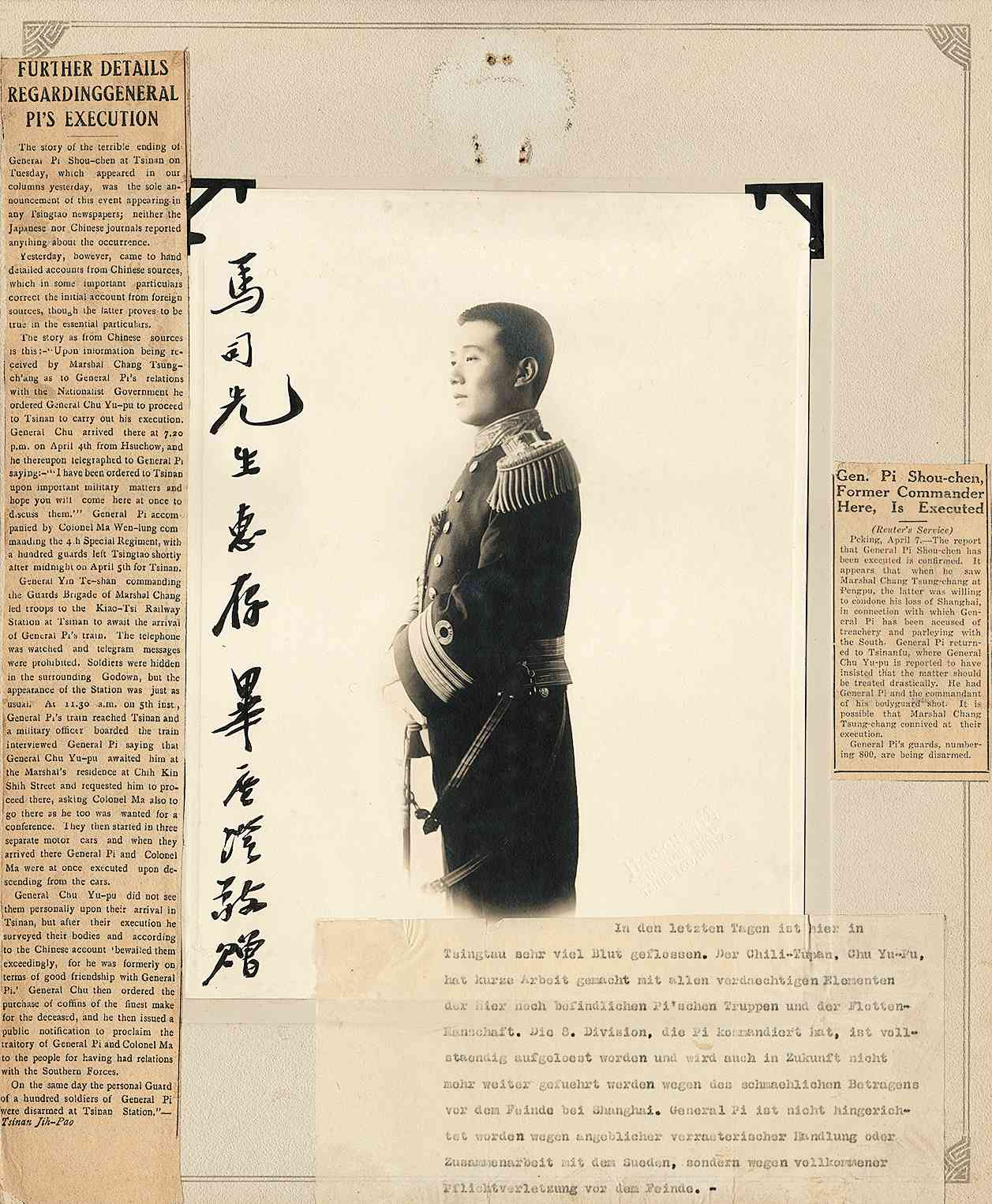
毕庶澄

毕庶澄（1894年—1927年4月4日），字莘舫。山东省登州府文登县（今属威海市文登区）人，中华民国北洋政府时期军事将领。

## 生平
毕庶澄出生于文登县城东关的一户士绅家庭。1909年，毕庶澄考入了烟台士官学院，1912年在登州、黄县随徐镜心参加辛亥革命。后转入济南军官讲习所学习。1914年又转入江苏军官教育团，在此期间因同为胶东同乡之谊获得时任教官的张宗昌赏识。
在从江苏军官教育团毕业后，毕庶澄随教官张宗昌前往哈尔滨，并于1918年2月在张宗昌麾下的第六混成旅任副官，并于同年3月又擢升为张部暂编第一师少校参谋副官。1922年毕庶澄在湖南驻屯期间，在湖南西南部绥宁县设军官军士讲习所并亲任教育长，后以军官军士讲习所学员为主体编为工兵大队，任大队长。
1924年随张宗昌参加直奉战争，毕庶澄先后任镇威军第十三梯队司令、东三省陆军第三师补充第二旅旅长和东三省陆军步兵第三十二旅旅长。在直奉战争战斗中，毕庶澄率领工兵部队击溃了吴佩孚麾下的彭守莘部，并在南下过程中多次击溃孙传芳部队，后又成功调解平息了渤海舰队的风潮。在1925年反奉战争中，毕庶澄率军夺下江阴炮台并击败齐燮元部进入江阴。5月又在驱逐占据曹州一带的吕秀文部的战事中劝降曹县守将马士贵，迅速解决曹州问题，受到张宗昌赏识和重用。此后先后被擢升为济南防卫总司令、渤海舰队司令、胶东镇守使、第八军军长等诸多要职并驻青岛，并在1926年10月被授予“澄威将军”。
1927年2月，张宗昌令直鲁联军南下“援孙”，毕庶澄率第八军驻守上海，与国民革命军对峙。蒋介石派毕的文登同乡崔唯吾劝降未果。
1927年3月，周恩来率领上海工人发动第三次武装起义驱逐驻沪军阀，白崇禧、周凤岐部突破松江防线，毕庶澄在内外交困局势下退出上海，乘坐日本商船“神丸”返回青岛。1927年4月4日，褚玉璞因积怨矫造张宗昌手令在济南将毕庶澄暗杀。